# 奥托吕科斯病毒科
奥托吕科斯病毒科（学名：Autolykiviridae）为保护病毒纲的一个科。目的地位未定。

## 下级分类
本科包括以下属：
- Livvievirus
- Paulavirus